# Infrarotfotografie

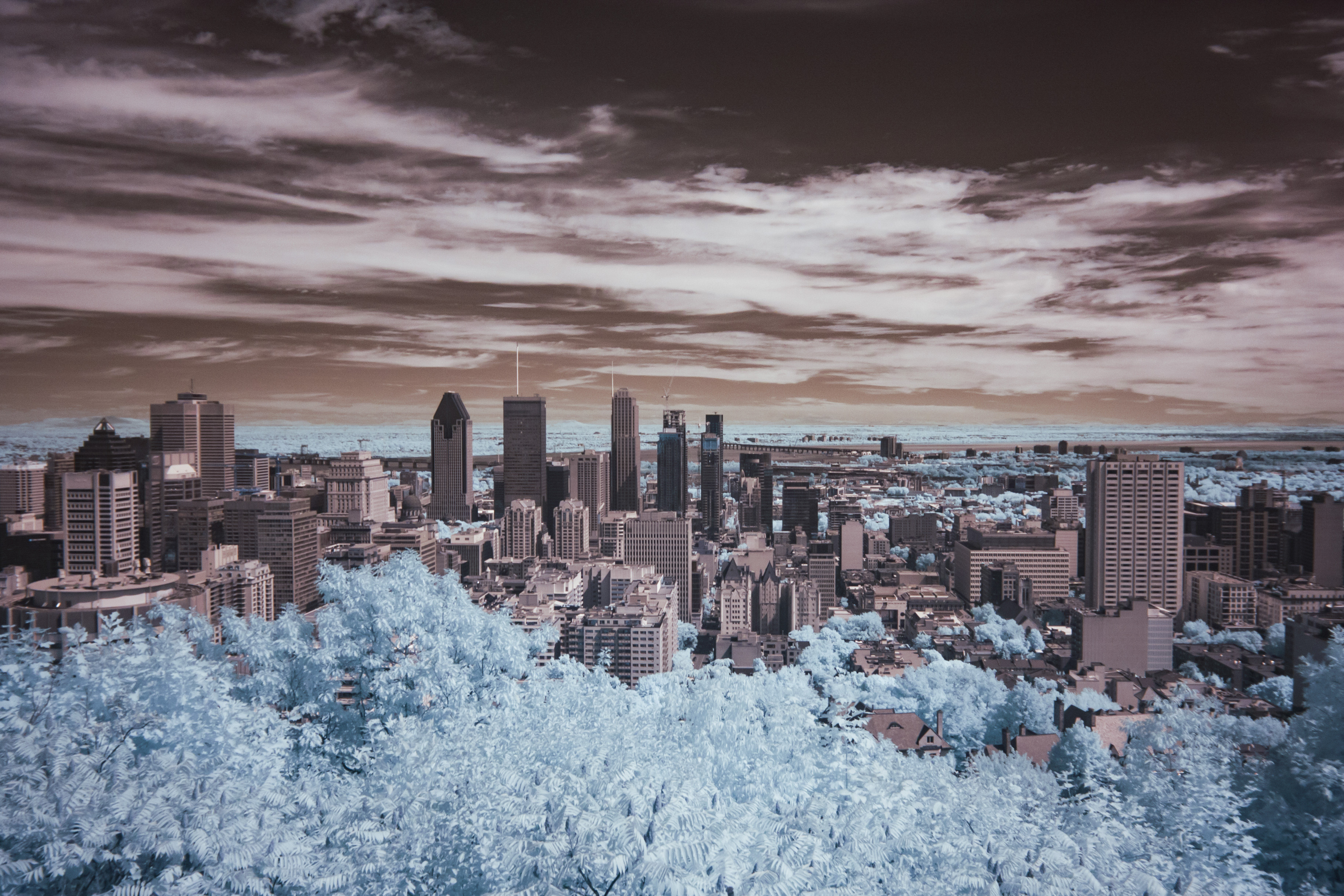
Infrarotansicht des Mont Royal

Die Infrarotfotografie (wissenschaftlich „Ultrarotfotografie“) beschäftigt sich mit der Herstellung von Bildern unter Ausnutzung von Lichtwellenlängen, die länger als jene des sichtbaren Lichtes (Infrarotstrahlung) sind. Dabei werden zwei Anwendungsbereiche unterschieden:
- Thermisches Infrarot (auch: Wärmestrahlung, fernes Infrarot), siehe Thermographie und
- Infrarotstrahlung (energetisch) knapp unterhalb des sichtbaren Bereiches (Wellenlänge ab zirka 780 Nanometer)

Für die Infrarot-Falschfarben-Fotografie werden Anteile des sichtbaren Spektrums mit aufgenommen, dies erlaubt eine nachträgliche Bearbeitung. Reine Infrarotaufnahmen enthalten keine Farbinformation und können nur als Schwarzweissbild dargestellt werden.
Die Infrarotfotografie richtet sich u. a. auf folgende Effekte:
- Infrarote Wellenlängen werden in geringerem Ausmaß als das sichtbare Licht durch Dunst und Luftverunreinigungen gestreut. Die Erkennbarkeit von Objekten trotz derartiger Sichtbeeinträchtigungen ist daher im infraroten Bereich besser als in jenem des sichtbaren Lichts.
- Die fotografierten Gegenstände weisen in diesen Bereichen andere Reflexionseigenschaften als das sichtbare Licht auf. Damit können spezifische Materialeigenschaften erkannt werden (zum Beispiel Erkundung geschädigter Wälder).
- Die Infrarotstrahlung ist für das menschliche Auge unsichtbar, versteckte Aufnahmen mit nicht wahrnehmbarer künstlicher Beleuchtung sind möglich (Überwachung, Sicherheitsdienste, Militär, Naturbeobachtungen).

In diesem Artikel wird nur auf die Fotografie mit Infrarotfilm oder mit Digitalkameras bei Wellenlängen zwischen 700 und 900 Nanometer, also knapp jenseits des sichtbaren Lichtes, eingegangen.

## Die Geschichte
Bis ins frühe 20. Jahrhundert war Infrarotfotografie nicht möglich, weil Silberhalogenid-Emulsionen nicht für Infrarotstrahlung – ohne die Hinzufügung einer Färbung als eine Farbsensibilisierung – empfindlich waren. Die erste Infrarotfotografie wurde 1910 von Robert W. Wood veröffentlicht, der die ungewöhnlichen Effekte entdeckte, die jetzt seinen Namen tragen (siehe Wood-Effekt). Woods Fotografien wurden auf experimentellem Film aufgenommen, der sehr lange Belichtungen erforderte; so konzentrierten sich die meisten seiner Arbeiten auf Landschaften.
Infrarotempfindliche fotografische Platten wurden in den Vereinigten Staaten während des Ersten Weltkrieges für verbesserte Luftbildfotografie entwickelt. Falschfarben-Infrarotfotografie wurde erst mit der Einführung des Kodak Ektachrome Aero Infrarotfilmes, Art.-Nr. 8443, in den 1960er Jahren ausgeübt und wurde von vielen Kunstfotografen genutzt, vor allem wegen ihrer ungewöhnlichen Ergebnisse: Jimi Hendrix, Donovan, Frank Zappa und Grateful Dead gaben Alben mit Infrarotfotos auf dem Cover heraus. Die unerwarteten Farben und die Effekte, die sich mit Infrarotfilm produzieren lassen, passten gut mit der psychedelischen Ästhetik zusammen, die in den späten 1960er Jahren populär wurde. Infrarotfotografien können leicht als Spielerei erscheinen, aber Fotografen wie zum Beispiel Elio Ciol haben sehr subtilen Gebrauch vom infrarotempfindlichen Schwarzweiß-Film gemacht.
Das Ministerium für Staatssicherheit der DDR setzte Infrarot-Fotografie zur verdeckten Observation bei Dunkelheit ein.
Seit einigen Jahren (Stand 2015) wird Infrarotfotografie bei der Verkehrs-Geschwindigkeitsüberwachung unter dem Schlagwort Schwarz- oder Dunkelblitzer eingesetzt.

## Die Funktionsweise

Bidirektionelle spektrale Reflexionsgrade von 6 Oberflächen

Infrarotstrahlung (IR-Strahlung) – auch als Wärmestrahlung bezeichnet – ist Teil der optischen Strahlung und damit Teil des elektromagnetischen Spektrums. Das menschliche Auge kann das Licht zwischen 380 und 780 Nanometern wahrnehmen, das üblicherweise verwendete panchromatische Filmmaterial ist meist auf einen ähnlichen Spektralbereich sensibilisiert (zirka 400–650 nm). Durch spezielle Filter wird das sichtbare Licht bei der Aufnahme unterdrückt. Alles unterhalb des Spektralbereiches, für den der Filter durchlässig ist, erscheint dunkel, alles oberhalb erscheint hell. Infrarotmaterial bietet durch die erweiterte Sensibilisierung (> 700 nm) die Möglichkeit, diese Wellenlängen aufzuzeichnen. Digitale Sensoren können normalerweise auch infrarotes Licht sehen, diese Eigenschaft wird jedoch oft von den Kameraherstellern zugunsten der Bildqualität unterdrückt.
Die obere Abbildung zeigt drei Vegetationsspektren. Diese haben jeweils ähnliche Verläufe, unterscheiden sich jedoch in ihrer Albedo. Im sichtbaren Bereich des Spektrums (0,4 bis 0,7 µm) ist der sogenannte Green Peak zu erkennen, der durch die starke Lichtabsorption des Chlorophylls im blauen und roten Spektralbereich und die schwächere Absorption im grünen Bereich (um 0,55 µm) erzeugt wird. Durch den Green Peak erscheint Vegetation dem menschlichen Auge grün. Der starke Anstieg der Reflexion zwischen 0,7 µm und 1,3 µm sorgt für die starke Belichtung des Films, er wird durch Mehrfachstreuungen an der Blattstruktur verursacht, weil in diesem Spektralbereich absorbierende Stoffe fehlen.

## Die Aufnahme

### Kameras

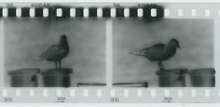
Schwärzung nahe der Perforation durch Infrarotdiode eines Bildzählers (Kamera: Minolta Maxxum 4)

Die Sensoren moderner Digitalkameras sind für infrarotes Licht sehr empfindlich. Da dieses jedoch die Abbildungsleistung im sichtbaren Bereich stört und zu starken Unschärfen führt, werden zumeist für den Benutzer nicht entfernbare Sperrfilter zur Blockierung dieser Wellenlängen in die Kameras eingebaut. In den meisten Fällen reicht die Restempfindlichkeit im infraroten Bereich bei völliger Ausfilterung des sichtbaren Lichtes für Infrarotaufnahmen mit digitalen Kameras. Einige digitale Bridgekameras von Sony bieten zudem einen „NightShot-Modus“, bei dem der kamerainterne Infrarot-Sperrfilter ausgeschwenkt wird und daher nicht blockiert. Leider ist diese Funktion vom Hersteller offenbar nicht zur Verwendung für Infrarot-Fotografie gedacht: Die Kamera erlaubt in diesem Modus keine Belichtungszeiten kürzer als 1/30 Sekunde und auch nur mit ganz offener Blende, was bei Tageslicht zu starken Überbelichtungen führt. Dem kann abgeholfen werden, indem zusätzlich ein Neutraldichtefilter vor dem Objektiv angebracht wird oder bei einigen Modellen der Sperrfilter mittels eines Magneten für die Kamera-Steuerung unbemerkt ausgeschwenkt wird.
Bei den meisten digitalen Spiegelreflexkameras kann man den internen IR-Sperrfilter in einer Spezialwerkstatt entfernen und durch einen anderen Filter vor dem Sensor ersetzen lassen. Dies erlaubt gewohnt kurze Belichtungszeit, sodass mit einer solchen Kamera auch ohne Stativ gearbeitet werden kann. Es stehen mittlerweile verschiedene Varianten dieses Umbaus zur Auswahl, darunter auch eine, die die Kamera sehr universell einsetzbar macht, indem man den für die jeweilige Verwendung nötigen Filter vor das Objektiv setzt. Canon bietet (2016) eine Variante eines kommerziellen Gehäuses an, das ohne eingebauten IR-Sperrfilter geliefert wird und speziell für Astrofotografen konzipiert wurde.
Prinzipiell können alle konventionellen Fotoapparate mit Infrarotfilm bestückt werden; eine Ausnahme bilden Modelle, die einen Bildzähler auf der Basis von Infrarotlicht einsetzen; zu diesen Modellen gehört beispielsweise die Minolta Dynax 4, aber auch verschiedene neuere Kameras anderer Hersteller. Im Einzelfall ist zu prüfen, wie stark die Beeinträchtigungen des Negativs wirklich sind.

### Filter
Um bei der Infrarotfotografie die unsichtbare Strahlung darzustellen, wird das sichtbare Licht bis zu einem bestimmten Spektralbereich von einem entsprechenden Filter unterdrückt. Jede langwelligere Strahlung oberhalb des Schwellenwertes kann entsprechend der Sensibilität des Aufnahmematerials festgehalten werden. Hierzu werden im Fachhandel Filter von diversen Herstellern in verschiedener Wellenlänge angeboten:
- Heliopan bietet Filter aus Schottgläsern an, die genau ab dem Spektralbereich durchlässig sind
 RG 695 (89B), RG 715 (88A), RG 780(87), RG 830(87C), RG 850, RG 1000.
- Gute Ergebnisse erzielt man auch mit dem Hoya R72 (720 nm) der durchlässig ist für einen Rest sichtbaren Lichts und somit mehr Gestaltungsspielraum bezüglich der Falschfarben bietet.
- Für das Cokin-Filtersystem P ist ein IR-Filter 007 erhältlich.
- Von Kodak eignen sich die Filter 87, 87C, 88A, 89B
- B+W liefert die Filter IR 092, IR 093 und IR 099

Man kann sich für erste Tests aber auch mit Provisorien behelfen: 1-2 Schichten unbelichteter und normal entwickelter Diapositivfilm lichtdicht vor dem Objektiv befestigt, erzielt sehr ähnliche Ergebnisse. Auch die beiden übereinander gelegten Filterfolien einer 3D-Anaglyphenbrille (Rot/Cyan-Brille am Nasenbügel gefaltet) filtern weitgehend das sichtbare Licht und lassen infrarotes Licht hindurch.

### Material

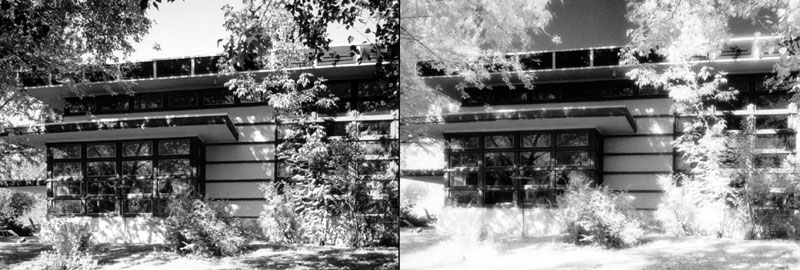
Frank Lloyd Wright’s Rudin House:
links panchromatischer Film, infrarotempfindlicher Film rechts

Die Aufnahme kann sowohl durch konventionelles Filmmaterial als auch durch digitale Sensoren erfolgen. Infrarotfilme werden angeboten als:
- Schwarzweißfilme, die im infraroten Bereich mehr oder weniger stark sensibilisiert sind. Das sichtbare Licht wird durch Kamerafilter gänzlich oder zum Großteil (Rotfilter) ausgeschaltet. Typischer Effekt ist ein extrem dunkel abgebildeter Himmel und eine Weißfärbung der Blätter (siehe Bildervergleich)[5].
- Farbfilme, deren Farbwiedergabe „falsche Farben“ aufweist, das heißt die abgebildeten Farben entsprechen nicht der Wahrnehmung des menschlichen Auges, sondern es werden die infraroten Bereiche in jene des sichtbaren Lichtes „übersetzt“ (sog. Falschfarbenfilm). Einsatz finden derartige Materialien neben dem künstlerischen Bereich bei Luftbildaufnahmen zum Beispiel zur Waldschadenskartierung[5].

Die Verarbeitung von Filmmaterial muss bei absoluter Dunkelheit erfolgen. Da die Filmträgerschicht als Lichtleiter wirkt, kann Licht durch die Filmzunge auf den unbelichteten Film fallen. Das Einlegen des Films in die Kamera sollte daher möglichst in der Dunkelkammer erfolgen.

### Verfahren

#### Belichtungsmessung und Entfernungseinstellung

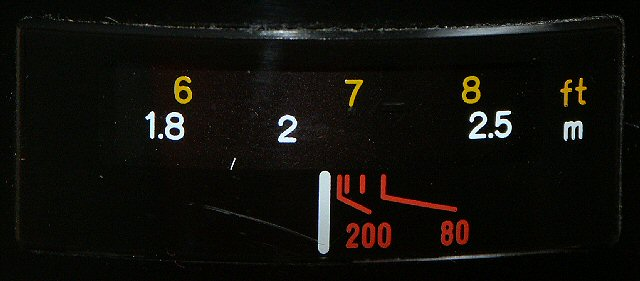
Infrarotindex an einem Teleobjektiv Minolta APO Tele Zoom 1:2,8/80-200 mm

Die Ermittlung exakter Belichtungszeiten für Infrarotfilme ist sehr schwierig, da die handelsüblichen Belichtungsmesser für infrarotes Licht weniger empfindlich sind als für sichtbares Licht. Beim Belichten von Infrarotaufnahmen stützt man sich daher auf Erfahrungswerte und die Datenblätter der Filmhersteller. Unerlässlich sind auch Belichtungsreihen, damit man nach der Entwicklung des Films gute Chancen auf brauchbares Material zur Weiterverarbeitung hat.
Auch die Entfernungseinstellung ist nicht trivial, da man manuell fokussieren und dabei auf den Infrarotindex zurückgreifen muss, der am Objektiv durch eine spezielle Markierung gekennzeichnet ist. Allerdings verfügen heute nicht mehr alle Wechselobjektive über eine solche Kennzeichnung. Spiegelobjektive erfordern diese Justierung nicht, da Spiegel keine chromatischen Abweichungen haben.
Zoomobjektive können mehr Licht durch ihre komplexen optischen Systeme zerstreuen, als dies bei Festbrennweiten der Fall ist. Dies bedeutet, dass ein Infrarotfoto, das mit einem 50-mm-Objektiv aufgenommen ist, kontrastreicher und schärfer ausfallen kann als das gleiche Bild, das mit einem 28-80-mm-Zoom bei 50 mm Brennweite aufgenommen wird.
Bei Digitalkameras kann man die Aufnahme gewöhnlich gleich am Display überprüfen und ggf. korrigieren.

#### Digitalkameras benötigen einen Weißabgleich
|  |

Die Standardeinstellungen für den Weißabgleich bei Digitalkameras für allgemeine Lichtsituationen (Sonnen-, Glühlampen-, Neonlicht usw.) können bei der Infrarotfotografie nicht optimal genutzt werden. Es ist ein manueller Weißabgleich nach einem der folgenden Verfahren erforderlich:
- mit aufgesetztem Filter gegen eine gleichmäßig helle grüne Fläche, zum Beispiel einen Rasen/Wiese bei Sonnenschein,
- gegen blauen wolkenlosen Himmel mit aufgesetztem Filter,
- alternativ ein rotes Monitorbild ohne aufgesetzten Filter.

Nach einem manuellen Weißabgleich sollte grün im unbearbeiteten Bild bereits annähernd weiß dargestellt werden und der Himmel wird normalerweise gelb/orange. Wie man einen manuellen Weißabgleich vornimmt, hängt vom Kameramodell ab und kann in der Bedienungsanleitung in Erfahrung gebracht werden. Wenn sich dieser Weißabgleich abspeichern lässt, kann die Einstellung für jede weitere IR-Aufnahme herangezogen werden. Beim Weißabgleich mit aufgesetztem Filter sollte darauf geachtet werden, dass mindestens eine Sekunde lang belichtet wird.

### Nachbearbeitung
Bei einem Infrarotfilm stehen identische chemische und optische Prozesse zur Verfügung, die auch bei normalem Material eingesetzt werden können. Abgesehen von speziellen Entwicklungsprozessen bei diversen Filmen, können die daraus resultierenden Originale für übliche Vergrößerungen, bzw. Digitalisierungen herangezogen werden.
Bei der digitalen Bildnachbearbeitung steht eine größere Auswahl an Werkzeugen und Modifikationen zur Verfügung, die jedoch von der eingesetzten Software abhängig ist. Im Allgemeinen wird bei farbigen IR-Aufnahmen ein sogenannter Channel-Shift eingesetzt, um eine natürlichere Farbgebung des Himmels zu erreichen. Dies ist eine Technik, bei dem die Aufnahme zuerst in ihre drei Kanäle separiert und anschließend nach Vertauschen des Rot- und Blaukanals wieder zusammengesetzt wird. Soll das Ergebnis eine Schwarzweißaufnahme werden, empfiehlt sich die Bearbeitung an der farbigen Vorlage und eine finale Konvertierung in ein monochromes Bild zur Publikation.
Um innerhalb einer RAW-Datei einen entsprechenden Weißabgleich zu erzeugen, fehlt den meisten RAW-Konvertern die Möglichkeit, eine Farbtemperatur unterhalb von 2000 Kelvin anzugeben. Diese Beschränkung kann über ein eigenes Kameraprofil behoben werden. Dazu wird dieses vorher in den RAW-Konverter geladen.

## Anhang